# Protilema strandi
Protilema strandi là một loài bọ cánh cứng trong họ Cerambycidae.